# Jakowlew Jak-6
Die Jakowlew Jak-6 (russisch Яковлев Як-6) war ein sowjetisches, zweimotoriges Flugzeug aus der Zeit des Zweiten Weltkrieges.

## Entwicklung
Das Konstruktionsbüro von Alexander Jakowlew begann mit den Projektierungsarbeiten im Mai 1942 und schon im August desselben Jahres startete der erste Prototyp zum Jungfernflug und schloss die Flugerprobung einen Monat später ab. Es war ursprünglich vorgesehen, die Jak-6 mit M-12-Antrieben auszustatten, musste jedoch aufgrund der allgemeinen Knappheit auf die schwächeren M-11-Sternmotoren ausweichen.
Das Flugzeug erschien in zwei Ausführungen. Die als Jak-6 bezeichneten Maschinen waren als Mehrzwecktransporter konzipiert und wurden im Verlauf des Großen Vaterländischen Krieges zur Versorgung von Partisanen, zum Verwundetentransport und für Verbindungs- und Kurierdienste genutzt.
Die zweite Version war das leichte Nachtbombenflugzeug NBB (Notschnoi Blischnij Bombardirowschtschik). Im Gegensatz zum Transporter befand sich bei ihr auf dem Rumpfrücken ein bewegliches SchKAS-Maschinengewehr und unter dem Rumpf fünf Aufhängungen für bis zu 500 kg Bombenlast. In der Schlacht um Berlin wurden viele NBB mit unter den Flügeln angebrachten Abschussvorrichtungen für zehn 82-mm-Raketengeschosse RS-82 ausgerüstet, die gegen Bodenziele eingesetzt werden konnten.
Insgesamt wurden von beiden Versionen 381 Exemplare gebaut, die Mehrzahl davon als Transporter.
Anfang 1944 erschien die verbesserte Jak-6M mit aerodynamischen Zylinderverkleidungen. Aus dieser Version entstand die etwas größere Jak-8, die aber aufgrund zu schwacher Motoren nicht in Serie ging.
Die Jak-6 war ein freitragender Tiefdecker in Ganzholzbauweise mit Stoffbespannung. Das Höhenleitwerk war verstrebt. Die Haupträder des Heckradfahrwerks konnten nach hinten in die Triebwerksgondeln eingezogen werden, wobei sie ein wenig herausragten. Viele Besatzungen flogen ihre Jak-6 auch mit ausgefahrenem Fahrwerk. Der Hecksporn war nicht einziehbar.

## Militärische Nutzer
- Frankreich

Freie Französische Luftwaffe: Normandie-Njemen
- Mongolei

als Transporter
- Sowjetunion

Luftstreitkräfte der Sowjetunion

## Technische Daten
| Kenngröße             | Daten (Jakowlew NBB)                                  |
| --------------------- | ----------------------------------------------------- |
| Konzeption            | leichtes Nachtbombenflugzeug                          |
| Besatzung             | 2 (Pilot / Navigator/Bordschütze)                     |
| Länge                 | 10,35 m                                               |
| Spannweite            | 14,00 m                                               |
| Höhe                  | 2,95 m                                                |
| Flügelfläche          | 29,60 m²                                              |
| Flügelstreckung       | 6,6                                                   |
| Leermasse             | 1.368 kg                                              |
| Startmasse            | 2.350 kg                                              |
| Triebwerke            | zwei luftgekühlte 5-Zylinder-Sternmotoren M-11F       |
| Startleistung         | je 107 kW (145 PS)                                    |
| Höchstgeschwindigkeit | 183 km/h in Bodennähe                                 |
| Reisegeschwindigkeit  | 135 km/h                                              |
| Landegeschwindigkeit  | 93 km/h                                               |
| Steigzeit auf 1.000   | 9,5 min                                               |
| Reichweite            | maximal 880 km                                        |
| Gipfelhöhe            | 4.800 m                                               |
| Bewaffnung            | ein bewegliches 7,62-mm-MG SchKAS nach hinten feuernd |
| Bombenlast            | fünf 100-kg-Bomben oder zwei 250-kg-Bomben            |